# Старая Уппсала

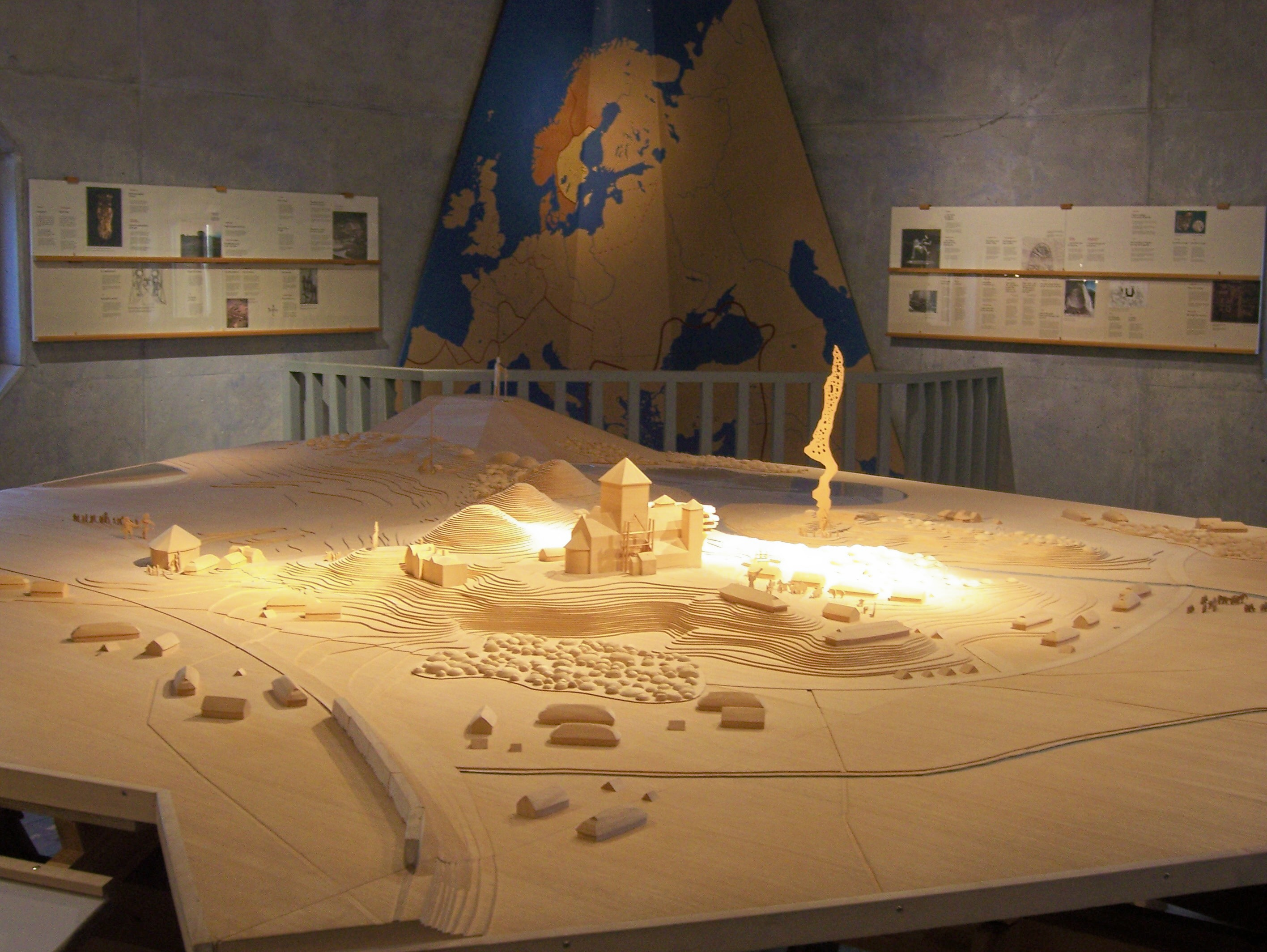
Макет Старой Уппсалы в местном музее

Ста́рая У́ппсала (швед. Gamla Uppsala [gamla ɵpˈsɑːla] — букв. «Старая Верхняя Палата») — деревня и крупнейший культовый и политический центр языческой Скандинавии, ныне сельский приход на северной окраине Уппсалы в Швеции. В 1991 году Старая Уппсала насчитывала 16 231 прихожан.
Первые упоминания относятся к III веку н. э., ранние письменные источники описывают Старую Уппсалу как столицу шведских конунгов. С давних времен здесь проводился Всешведский Тинг (др.-сканд. allra Svía þing), совмещенный с праздником Дисаблот (др.-сканд. Dísablót) и ярмаркой Дисатинг (др.-сканд. Disæþing). Старая Уппсала являлась центром коронной собственности — Достояние Уппсалы. В 1164 году центр скандинавского язычества был превращен в архиепископство.

## Политический центр
В шведской историографии Старую Уппсалу принято считать резиденцией королей полулегендарной династии Инглингов, которая правила свеями начиная c III—IV вв. В средние века Старая Уппсала была крупным поселком, восточная часть которого, вероятно, являлась центром сети коронной собственности — Достояние Уппсалы, посредством которой конунг осуществлял административную и фискальную власть. В западной части поселка находились сами владения конунга (швед. kungsgården).
С ранних времен до средних веков в конце февраля — начале марта в Старой Уппсале проводился Общесвейский Тинг. Согласно Закону Уппланда летом на нём конунг объявлял о сборе лейданга, определялись команды и командиры. Тинг проводился совместно с языческим праздником Дисаблот и ежегодной ярмаркой Дисатинг, которая проводится и сегодня.
В эпоху викингов (IX век) центр шведской государственности переместился сначала в Бирку-Ховгорден, а затем — в Сигтуну, однако свейского правителя по традиции называют «конунгом Уппсалы» и довольно поздние источники, включая Инглингатал (Ynglingatal), Сагу об Инглингах (Ynglinga saga), Закон Западного Готланда (Västgötalagen) и Гутасагу (Gutasaga).

## Курганы Уппсалы

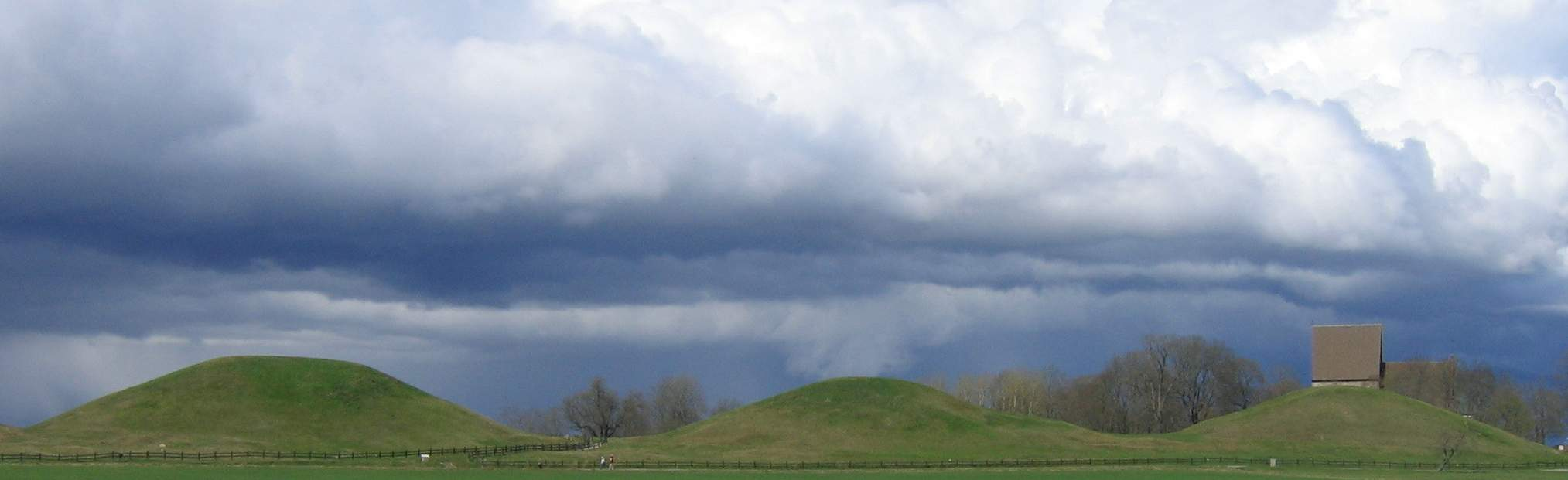
«Королевские курганы» Старой Уппсалы.

Из сохранившихся памятников языческой старины наиболее примечательны три огромных кургана, в которых, по преданию, были погребены свейские конунги V—VI вв. Они издревле приковывали внимание шведских историографов. В XIX веке распространялось воззрение, что курганы естественного происхождения, и для устранения всех сомнений король Карл XV дал согласие на проведение их раскопок.
Археологические исследования подтвердили, что Уппсала V—VI вв. представляла собой политический центр всего Уппланда, а курганы носят погребальный характер. Из них были извлечены усыпанные драгоценностями мечи франкской работы, происходящие из Средиземноморья шахматы из слоновой кости, а также удивительной формы шлем, единственный аналог которого был найден в Саттон-Ху на юго-восточном побережье Англии.

## Культовый центр
Уппсала была главным языческим центром в Швеции. Культовое значение Уппсалы зиждилось на огромном капище, последний расцвет которого пришёлся на 1070—1080-е гг. Один из современников, Адам Бременский, описывает капище как «золотой храм», в котором были выставлены великолепные деревянные идолы богов Асов: Тора, Одина и Фрейра.
Саксон Грамматик полагал, что в древности в Уппсале находилась резиденция Одина, Снорри же Стурлусон приписывает устройство капища Фрейру. Датский хронист и исландский поэт сходятся в том, что именно Фрейр учредил в Уппсале блот, подробное описание которого приводится у Адама. После умерщвления девяти тварей мужского пола их окровавленные тела вывешивали на деревьях соседней священной кущи. Со слов бременского хрониста, повешенные бок о бок люди, псы и кони представляли жуткое зрелище.
Прекращение жертвоприношений и разрушение капища традиционно приписывается Св. Олафу, хотя более вероятно, что окончательное крещение Уппсалы произошло не раньше правления Инге I, около 1087 года.

## Христианская Уппсала

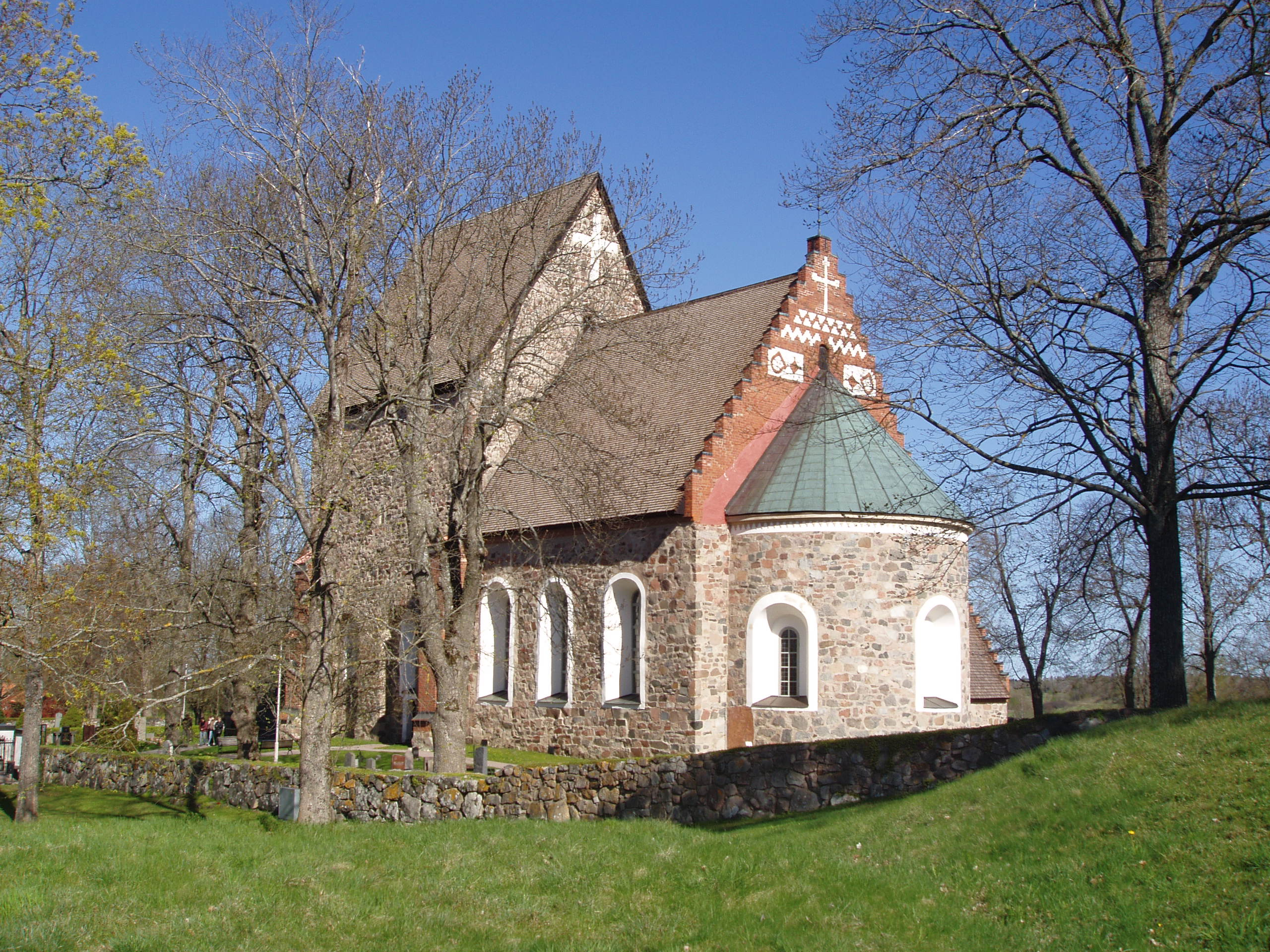
Средневековая церковь Старой Уппсалы.

С целью искоренения языческих традиций, по велению папы римского, Уппсалу сделали сильным христианским центром. В 1164 году был создан Римско-католический архидиоцез Уппсалы и был рукоположён первый в Швеции архиепископ, примас шведских католиков, им стал цистерцианский монах Стефан из монастыря Альвастра.
В 1240 году кафедральная церковь сгорела, в 1287 году началось строительство нового Кафедрального собора, которое продолжалось около 150 лет и только в 1435 году состоялось торжественное открытие и освящение Уппсальского Кафедрального собора. В XVIII и XIX веке собор перестраивался, так что от оригинального средневекового стиля собора сохранились лишь кирпичные стены. Ныне он является национальной святыней, одним из самых больших соборов в Северной Европе и самым большим в Скандинавии.
В связи с запустением древнего центра в 1273 году архиепископ Уппсальский перебрался чуть южнее, в Эстра-Арос (швед. Östra Aros), которое в связи с этим было переименовано в Уппсалу. Место, где город находился до этого, с тех пор называется Старой Уппсалой.